# District de Taocheng
Le district de Taocheng (桃城区 ; pinyin : Táochéng Qū) est une subdivision administrative de la province du Hebei en Chine. Il est placé sous la juridiction de la ville-préfecture de Hengshui.